# Клери, Жан-Батист
Жан-Бати́ст Клери́ (фр. Jean-Baptiste Cléry; 11 мая 1759, Вокрессон — 27 мая 1809, Хитцинг) — французский придворный, камердинер Людовика XVI и Людовика XVII.

## Биография
Мать Клери служила кормилицей у влиятельной аристократки мадам де Гемене, дочери маршала Рогана. С 1778 года юноша занял место секретаря у мадам де Гемене, а с рождением дофина (будущего Людовика XVII) был приставлен к младенцу.
Когда король был заключён под стражу, Клери получил разрешение остаться около него и служил ему до последнего момента. После казни Людовика XVI он оставался в тюрьме до 9-го термидора; после освобождения жил в Германии и Италии.
Похоронен на Хитцингском кладбище (Вена); уход за могилой оплачивается французским посольством в Австрии.

## Издания
Он опубликовал свой тюремный дневник «Journal de ce qui s’est passé à la tour du Temple pendant la captivité de Louis XVI».